# Winston-Salem Open 2017
Winston-Salem Open 2017 — тенісний турнір, що проходив на кортах з твердим покриттям у місті Вінстон-Сейлем, США з 21 серпня. Належав до категорії ATP World Tour 250.

## Фінальна частина

### Одиночний розряд
Роберто Баутіста Аґут —  Дамір Джумгур 6–4, 6–4

### Парний розряд
Жан-Жульєн Роєр /  Горія Текеу —  Хуліо Перальта /  Орасіо Себальйос 6–3, 6–4